# Río Canche
El río Canche es un río costero francés que recorre el occidente del departamento Paso de Calais, a lo largo de 88 km. A pesar de la modesta extensión del río, el Canche se beneficia del aporte de diversos afluentes de alto caudal. Su valle ha sido testigo desde la Edad Media de un aprovechamiento del medio húmedo por parte de los seres humanos. Su estuario, típicamente picardo presenta marismas y praderas, que se ha venido tranformando y contiene una gran variedad de flora y fauna.

## Geografía
El río Canche nace en Gouy-en-Ternois, atravesando las comunas de Frévent, Hesdin y Montreuil. Tras un curso remarcablemente rectilíneo con una pendiente media de 1.5 ‰, aproximadamente paralelo al curso del río Authie y al curso superior del río Somme, desemboca en el Canal de la Mancha, entre Étaples y Le Touquet-Paris-Plage. Su valle forma una planicie aluvial de 1 a 2 kilómetros de extensión, ofreciendo un paisaje verde y húmedo: aguas tranquilas, marismas, pequeños bosques. En su parte baja, la débil pendiente conduce a la formación de vastos meandros.